# Jagodnjak
 Jagodnjak  è un comune della Croazia di 2 537 abitanti della Regione di Osijek e della Baranja.